# Dorfkirche Damitzow

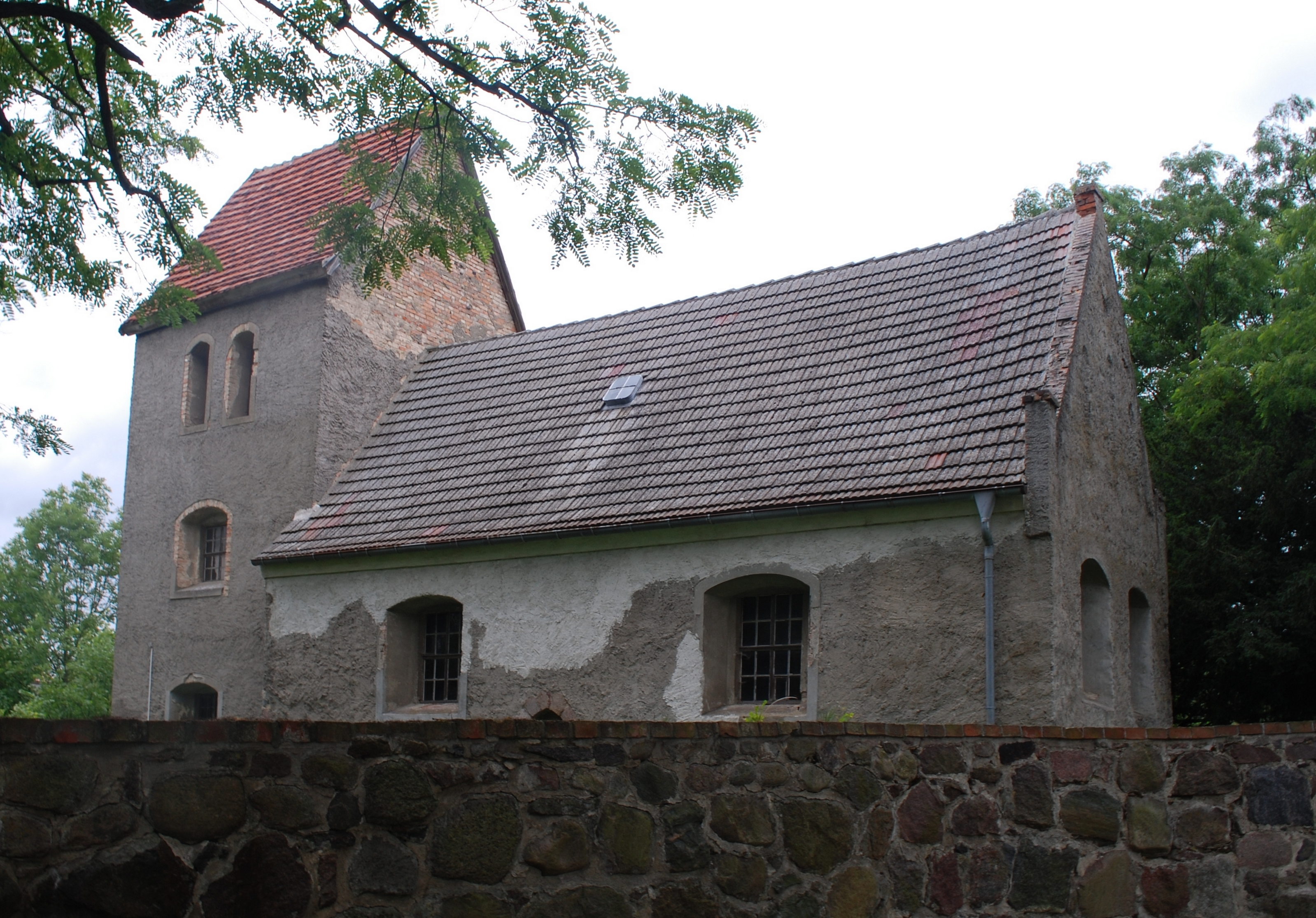
Dorfkirche Damitzow

Die evangelische, denkmalgeschützte Dorfkirche Damitzow steht in Damitzow, einem Gemeindeteil von Tantow im Landkreis Uckermark von Brandenburg. Die Kirche gehört zum Pfarrsprengel Hohenselchow in der Propstei Pasewalk des Pommerschen Evangelischen Kirchenkreises in der Evangelisch-Lutherischen Kirche in Norddeutschland.

## Beschreibung
Das mit einem Satteldach bedeckte Langhaus der Saalkirche wurde in der Mitte des 13. Jahrhunderts erbaut. Nach Westen wurde 1694 der Kirchturm angebaut. Beim Wiederaufbau nach den Zerstörungen im Zweiten Weltkrieg wurde das Bauwerk teilweise entstellt. Das hölzerne Tonnengewölbe des Innenraums wurde durch eine Kunststoffdecke ersetzt. Zur Kirchenausstattung gehört ein Altarkreuz vom Anfang des 16. Jahrhunderts.